# Convento di San Giacomo di Latronorio
Il convento di San Giacomo di Latronorio - detto anche di Areneto - è un luogo di culto cattolico situato sui Piani di San Giacomo nel comune di Varazze, in provincia di Savona, non lontano dal confine amministrativo con Cogoleto.

## Storia e descrizione
La struttura religiosa, consta da un ospitale e da un monastero, quest'ultimo intitolato al santo Giacomo il Maggiore, è stata edificata nel corso del XII secolo dai Vallombrosani; una prima citazione scritta del complesso risalirebbe al 1168.
Nel XVI secolo venne abbandonato dai monaci e in seguito trasformato in casa rurale e quindi inglobato tra i possedimenti agrari dei marchesi Invrea. Recentemente il complesso è stato sottoposto a restauro e dal gennaio 2013 è abitato da una piccola comunità di frati minori francescani.
Il complesso è altresì formato da una chiesa, a navata unica e ben conservata dopo uno specifico restauro, due costruzioni ai lati aventi anticamente funzione di ricovero per i pellegrini, e l'aula capitolare del monastero (sulla destra della chiesa).